# Anolis whitemani
Anolis whitemani е вид влечуго от семейство Dactyloidae. Видът не е застрашен от изчезване.

## Разпространение и местообитание
Разпространен е в Доминиканска република и Хаити.
Обитава сухи места и склонове.